# Wim Deetman
Willem Joost Deetman, detto Wim (L'Aia, 3 aprile 1945), è un politico olandese, esponente di Appello Cristiano Democratico, Ministro dell'istruzione nei governi guidati da Dries van Agt e Ruud Lubbers e Presidente della Tweede Kamer.

## Biografia

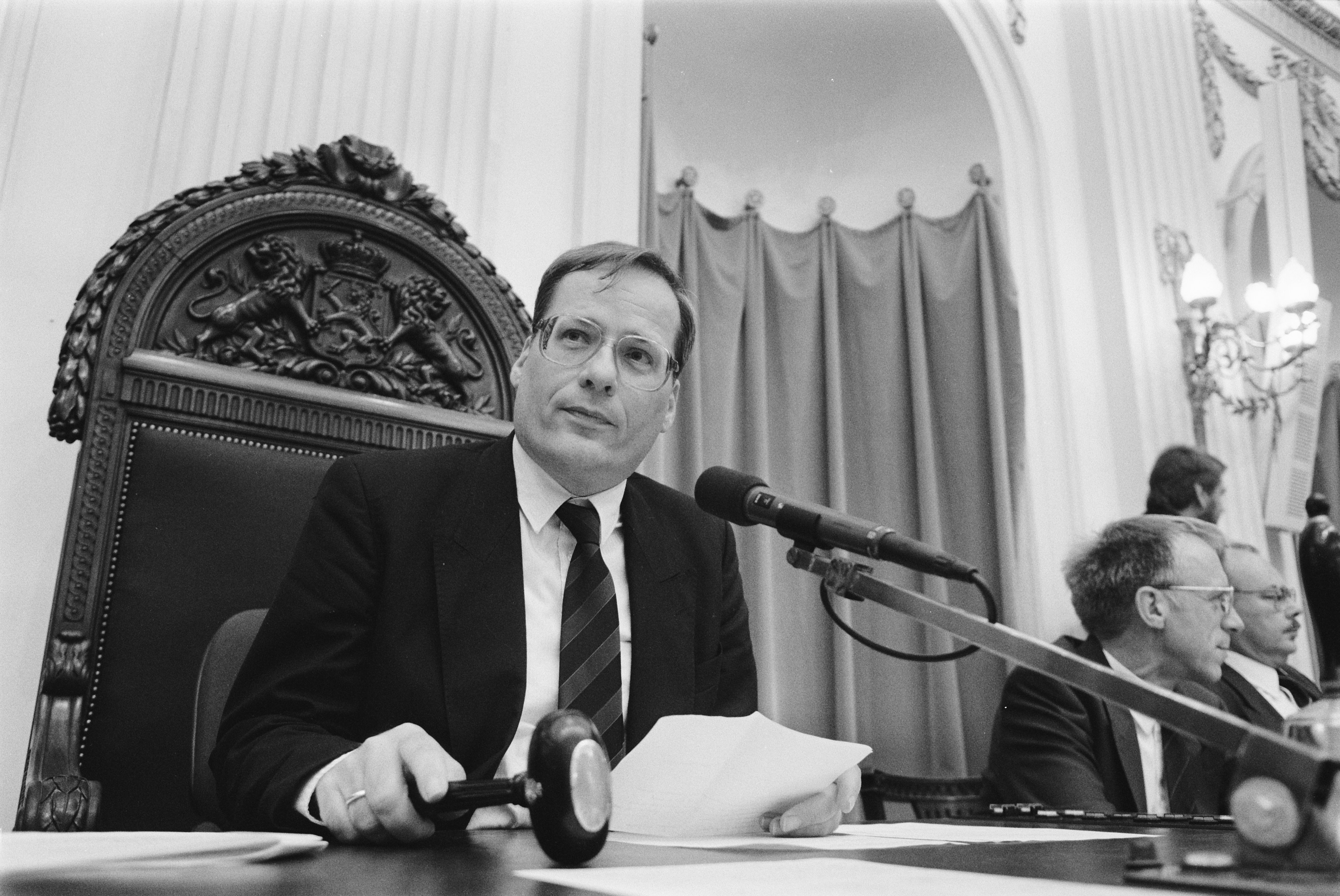
Wim Deetman, presidente della Tweede Kamer (1989)

Wim Deetman si è laureato nel 1972 presso il Dipartimento di Scienze Politiche dell'Università di Amsterdam. Fu sia Segretario di Stato per l'Istruzione e la Ricerca (1981-1982), sia Ministro per l'Istruzione e la Ricerca (1982-1989). Successivamente ha ricoperto l'incarico di presidente della Tweede Kamer (dal 1989 al 1996) e di sindaco della città de L'Aia (dal 1996 al 2008).
Nel marzo 2010, in connessione con le accuse di abusi sessuali nella Chiesa cattolica nei Paesi Bassi, Deetman è stato nominato a guidare una commissione di inchiesta. Questo ha presentato i risultati a dicembre 2011.